# Crisis del Congo
La crisis del Congo fue un período de desórdenes durante el desarrollo de la República del Congo (Léopoldville), que se inició con la independencia nacional contra la tutela de Bélgica, y terminó con la toma del poder por parte de Joseph Mobutu. La crisis adoptó formas diversas, entre las que hay que destacar las luchas anticoloniales, los enfrentamientos tribales, una guerra de secesión originada en la provincia de Katanga, una intervención para el mantenimiento de la paz por parte de las Naciones Unidas, y una guerra fría cuando el país sirvió de escenario para la lucha de influencias en África entre los Estados Unidos y la Unión Soviética. Dos importantes desapariciones marcaron la crisis: la del primer ministro Patrice Lumumba, asesinado en 1961, y la del secretario general de la ONU, Dag Hammarskjöld, muerto en un accidente aéreo.

## Contexto
Antes de la proclamación de la Primera República en 1960, las élites congoleñas habían constituido organizaciones semipolíticas que progresivamente se fueron transformando en auténticos partidos políticos favorables a la independencia. Estas organizaciones tenían su origen en alguno de estos tres principios: comunidad étnica, comunidad de estudios o intelectualidad urbana.
De estas, la más importante era la Alianza de los Bakongo (ABAKO), fundada en 1950, que era una asociación étnica fundada para fomentar los intereses y la lengua de los Bakongo (o Kongo). La ABAKO, dirigida por Joseph Kasa-Vubu a lo largo de la crisis, encabezó las exigencias de independencia más tenaces y proponía un Estado federal. Otras organizaciones menos conocidas fueron Liboke lya Bangala, que defendía a las etnias cercanas a los Bobangi, y la Fédékaléo, que agrupaba a la gente originaria del Kasai. Esta última se escindió luego en diferentes organizaciones de menor tamaño. A pesar de que esas organizaciones defendían intereses regionales, tenían su base en Leopoldville, y una de las razones de su creación fue la necesidad de mantener vínculos entre los grupos originarios y los numerosos emigrantes a la capital.
Otros grupos eran las diferentes asociaciones Alumni, cuyos miembros se reclutaban entre los antiguos estudiantes de escuelas católicas congoleñas. Muchos dirigentes políticos provenían de esas asociaciones, cuyas redes estaban bastante extendidas. 
El tercer origen de esos grupos políticos eran los Círculos, asociaciones que se desarrollaron en las ciudades congoleñas, y que aspiraban a desarrollar la solidaridad entre los evolucionados (élites educadas). Según Patrice Lumumba, líder de los círculos de Stanleyville, estos se crearon para “desarrollar la formación intelectual, social, moral y física” de los evolucionados.

### El plan a 30 años
A principios de los años 50, Bélgica se veía presionada para que transformase el Congo Belga en un Estado soberano. En efecto, Bélgica había firmado el artículo 73 de la Carta de las Naciones Unidas, que propugnaba la autodeterminación de los pueblos, y las grandes potencias trataban de empujarla a que revisara el estatus del Congo. Sin embargo, ninguno de los gobiernos belgas dio pasos significativos en dicha dirección. No obstante, el profesor Antoine van Bilsen publicó en 1955 un ensayo titulado Plan de 30 años para la emancipación política del África belga. La duración prevista para el desarrollo de este plan la calculaba Van Bilsen como la necesaria para que se formaran cuadros capaces de asegurar la gestión del Estado. El Gobierno belga y muchos de los evolucionados eran escépticos sobre este plan, el primero contrariado ante la perspectiva de tener que abandonar el país, y los segundos por el larguísimo plazo previsto para esta transición. Un grupo de evolucionados católicos, sin embargo, se pronunció en favor de este plan en un manifiesto publicado en un periódico congoleño, Conciencia Africana (Conscience Africaine), en el que lo único que se cuestionaba era la escasa participación local en su aplicación. La asociación étnica ABAKO, por el contrario, se mostró distante ante el plan, en parte porque muchos de esos evolucionados católicos no eran de la etnia Bakongo cuyos intereses defendía el ABAKO, pero sobre todo porque mantenía posiciones más radicales y menos graduales sobre el final del colonialismo El ABAKO solicitó la inmediata creación de un poder independiente para el Congo.

### La independencia
A partir de 1955, Bélgica tomó la iniciativa de descolonizar el Congo. Se preveía la independencia entre 1980 y 2000, pero la independencia de las colonias francesas y las revueltas del 4 de enero de 1959 aceleraron dicho proceso. El 13 de enero de 1959, el rey belga Balduino se dirigió a la nación por radio declarando que Bélgica trabajaría por la plena independencia del Congo Belga. En el curso de una mesa redonda en Bruselas, se fijó como fecha para la independencia el 30 de junio de 1960. En 75 años de colonización, Bélgica no había formado a un solo universitario nativo y solo unos pocos habían terminado sus estudios secundarios.
El 29 de junio de 1960, los servicios secretos belgas desarticularon un intento de proclamación de independencia de la provincia de Katanga. En la fecha prevista, se proclamó la República Democrática del Congo, con Joseph Kasa-Vubu como presidente y Patrice Lumumba como primer ministro. En la ceremonia de independencia, Lumumba pronunció un duro discurso en el que condenaba las tropelías cometidas por los belgas. El país compartía el nombre con la República del Congo al oeste, una colonia francesa que también alcanzó su independencia en 1960, por lo que solo se distinguían estos territorios por el nombre de sus capitales, Leopoldville y Brazzaville.

## Desarrollo de la crisis

### Disturbios e intervención belga
A pesar de la proclamación de la independencia política, el nuevo estado sólo contaba con un pequeño número de oficiales nacionales, y muchos oficiales extranjeros permanecieron en espera de que se formaran las élites nacionales. El 5 de julio de 1960, el ejército (la Fuerza Pública) acantonada cerca de Leopoldville se rebeló contra los oficiales blancos y atacó diferentes intereses europeos. Se produjeron muchos desmanes, asesinatos y violaciones. Estos hechos causaron una enorme preocupación en Occidente, ya que en el Congo vivían (la mayoría en la capital) unos 100.000 europeos, y estos acontecimientos minaron la credibilidad de un nuevo gobierno, incapaz de controlar a su propio ejército. Estos hechos desembocaron inmediatamente en una intervención militar en el Congo por parte de Bélgica, con el objetivo de asegurar la seguridad de sus ciudadanos. Este regreso de las fuerzas armadas belgas era una flagrante violación de la soberanía nacional de la nueva nación, ya que la ayuda belga no había sido solicitada por el gobierno.

### La secesión de Katanga

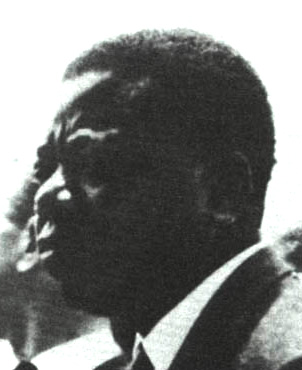
Moise Tshombe, líder de la provincia de Katanga.

La provincia meridional de Katanga, rica en todo tipo de minerales, se declaró independiente. Su líder, Moise Tshombe, era un enemigo desde hacía mucho tiempo de Patrice Lumumba. Tshombe tenía muy buenas relaciones con las compañías industriales y mineras que explotaban en aquella provincia cobre, oro y uranio, y que temían por su futuro, puesto que se temía que Lumumba pudiera nacionalizar las minas del país. Sin Katanga, el Congo veía amputada su economía. Tshombe proclamó el 11 de julio de 1960 la independencia de Katanga y se autoproclamó presidente del nuevo estado. Los katangueses de origen (Lunda, Minungu, Basonge...) inmediatamente se dedicaron, bajo el liderazgo de Tshombe y Godefroid Munongo, a perseguir a los katangueses de origen kasai, muertos o expulsados a Kasai en especial en la ciudad de Bakwanga (hoy Mbuji-Mayi).

### El asesinato de Lumumba
Cuando habían pasado 67 días desde la toma del poder, Patrice Lumumba fue cesado por el presidente Joseph Kasa-Vubu. Lumumba, por su parte, trató (sin éxito) de destituir a Kasa-Vubu. A partir de ese momento, Lumumba permaneció bajo arresto domiciliario en la residencia del primer ministro.
En ese momento, Lumumba decidió huir. Dejó su residencia oculto en el vehículo diplomático de un visitante y tomó la carretera camino de Stanleyville. Joseph Mobutu, Comandante en Jefe del ejército, envió soldados en su persecución. Lumumba fue alcanzado mientras cruzaba el río Sankuru, y capturado por soldados adeptos a Mobutu.
Lumumba llamó a las tropas locales de la ONU en su auxilio, pero estas se negaron a ayudarle, siguiendo órdenes del mando de las tropas en Nueva York. Fue llevado en primer lugar a Leopoldville, en donde se le apaleó y humilló ante periodistas y diplomáticos. Los malos tratos y torturas prosiguieron en la residencia de Mobutu. El primer ministro electo fue apaleado ante las cámaras de televisión. Luego se trasladó a Lumumba a Thysville, a 150 kilómetros de Leopoldville con dos de sus ministros Okito y Mpolo.
Los belgas propusieron telegráficamente un final más brutal: entregar a Lumumba a su peor enemigo, el presidente de Katanga, Moise Tshombe.  
Lumumba y sus ministros también fueron apaleados durante el vuelo que les trasladó a Elizabethville el 17 de enero de 1961. Fueron entregados a los gendarmes Katangueses, al mando de oficiales belgas, y llevado a Villa Brouwe donde le esperaban Tschombe y sus ministros, quienes abofetearon y escupieron en la cara de los cautivos. Volvieron a encerrarlos y sufrieron más torturas por parte de las tropas belgas y katanguesas. Tras esto el presidente Tshombe y su gabinete decidieron su muerte. 
Esa misma noche, Lumumba fue llevado a la sabana, a las afueras de la ciudad. El convoy se detuvo al lado de un gran árbol. Se habían trasladado igualmente tres pelotones de ejecución, al mando de un oficial belga. Otro oficial belga dirigió el pelotón de ejecución. Se alineó a Lumumba y dos de sus compañeros contra el árbol y se les ejecutó. El Presidente Tshombe y dos de sus ministros asistieron a las siguientes ejecuciones. A continuación, los cuerpos de los tres fueron descuartizados, sumergidos en ácido y quemados.
No se dijo nada durante tres semanas, a pesar de que el rumor de su muerte se extendió como la pólvora. Se anunció la muerte de Lumumba desde una radio katanguesa, maquillada como una historia poco verosímil que incluía un intento de fuga y el asesinato por parte de campesinos incontrolados.

### Mobutu y la Segunda república

Crisis del Congo entre 1960 y 1961. En azul el gobierno nacional en Léopoldville, en rojo el gobierno rival en Stanleyville, en verde el independiente Estado de Katanga y en amarillo la región autónoma de Kasai del Sur.

En 1965, Joseph Mobutu tomó el poder con la anuencia de los países occidentales, que lo veían como un baluarte contra el comunismo en África. Instauró un régimen de partido único, ilegalizando al resto de formaciones políticas. 
Durante las tres siguientes décadas, Mobutu encabezó uno de los regímenes africanos más violentos, corruptos y dictatoriales. 
A pesar de que el país era rico en recursos naturales como cobre, oro y diamantes, una gran parte de la población seguía viviendo en la pobreza, mientras Mobutu amasaba una fortuna personal estimada en 5.000 millones de dólares.
Tras cambiar el nombre del país por el de Zaire en 1971, Mobutu siguió apoderándose de los vestigios coloniales. Además de cambiar el nombre del país y de muchas de las ciudades, se nacionalizaron las mayores industrias. Mucha gente se vio obligada a eliminar su nombre occidental. Al acabar la Guerra Fría la función de baluarte contra el comunismo del régimen de Zaire dejó de tener sentido, y la presión de la opinión pública occidental ante los abusos y violaciones de los derechos humanos cometidos por el gobierno de Mobutu, así como por la omnipresente corrupción forzó a que tanto Bélgica como Francia y los Estados Unidos tuvieran que suspender la ayuda militar y financiera al régimen de Mobutu.
Dado que la situación económica y política empeoraba, otra vez Kabila inició una revuelta militar desde el este del país en octubre de 1996 para derrocar al régimen. Dado que la rebelión avanzaba, Mobutu regresó de Europa, en donde estaba siguiendo tratamiento médico, para tratar de derrotarla. 
Pero en mayo, con el régimen rengueante, Mobutu tuvo que huir primero a Togo y luego a Marruecos. Francia se negó a acogerlo para que siguiera el tratamiento médico. Antes de que hubieran pasado cuatro meses desde que se exiliara, Mobutu murió en septiembre de 1997 en Marruecos.